# Crispim e Crispiniano
Crispim e Crispiniano foram dois irmãos que se tornaram santos católicos após terem sido martirizados pelos romanos.
Ficaram conhecidos por serem sapateiros, e por uma lenda no qual teriam ajudado uma criança pobre e sua mãe, que lhes deu abrigo durante uma perseguição. Por isso são considerados padroeiros dos sapateiros.
Na Umbanda, assim como Cosme e Damião, são sincretizados com os Ibejis.

## História
Nascido em uma família nobre romana no século III d.C., Crispim e Crispiniano fugiram da perseguição por sua fé, terminando em Soissons, onde pregaram o cristianismo aos gauleses enquanto faziam sapatos à noite. Embora se afirme que eram irmãos gêmeos, isso não foi provado.
Eles ganhavam o suficiente com seu comércio para se sustentar e também para ajudar os pobres. Seu sucesso atraiu a ira de Rictus Varus, governador da Gália belga, que os torturou e jogou no rio com pedras de moinho em volta do pescoço. Embora eles tenham sobrevivido, eles foram decapitados pelo Imperador c. 285–286.

## Veneração
O dia da festa dos Santos Crispim e Crispiniano é 25 de outubro. Embora esta festa tenha sido removida do calendário litúrgico universal da Igreja Católica Romana após o Concílio Vaticano II, os dois santos ainda são comemorados naquele dia na edição mais recente do martirológio da Igreja Romana.
No século VI, uma basílica imponente foi erguida em Soissons sobre os túmulos desses santos, e Santo Eligius, um famoso ourives, fez um santuário caro para o chefe de São Crispiniano.
Eles são os santos padroeiros dos sapateiros, fabricantes de luvas, rendeiros, curtidores e tecelões.